# Луковица (Грчка)
Луковица или Луковишта (грч. Παλαιά Λυκόγιαννη, Палеа Ликојани) је насељено место у општини Бер у периферији Средишња Македонија, Грчка. Према попису из 2021. године било је 103 становника.
Према бугарском географу и историчару, Василу Канчову, у Луковици је 1900. године живело 165 Словена хришћана. После 1923. године насељено је 65 грчких избегличких породица из Турске, укупно 247 особа. Касније су грчке власти изградиле насеље Нови Ликојани за избегличке породице у непосредној близини Луковице, која се од пописа 1940 води као посебно насеље. Након тога у Луковици живе само Словени.